# Pachyplectron
Pachyplectron är ett släkte av orkidéer. Pachyplectron ingår i familjen orkidéer.
Kladogram enligt Catalogue of Life:
| Pachyplectron | \| \| Pachyplectron aphyllum \| \| \| \| \| \| Pachyplectron arifolium \| \| \| \| \| \| Pachyplectron neocaledonicum \| \| \| \| |
|               | \| \| Pachyplectron aphyllum \| \| \| \| \| \| Pachyplectron arifolium \| \| \| \| \| \| Pachyplectron neocaledonicum \| \| \| \| |
|               | Pachyplectron aphyllum |
|               | |
|               | Pachyplectron arifolium |
|               | |
|               | Pachyplectron neocaledonicum |
|               | |